# Воскеваз
Воскеваз (вірм. Ոսկեվազ) — село в марзі Арагацотн, на заході Вірменії. Село розташоване за 3 км на південь від траси Єреван — Гюмрі, за 7 км на захід від міста Аштарак, поруч із селами Ошакан, Агарак і Воскеат. З Воскеваза в Єреван 7 разів на день курсує автобус, проїзд у якому коштує 350 драм, а відстань до Єревану становить 32 км. У селі розташована церква Сурб Ованеса (VII століття). У селі діє трикотажна фабрика. Село також славиться елітним коньяком і столовим білим марочним вином. Вино удостоєно срібної та бронзової медалей. В селі народився Гюрджян Гагік Гургенович — вірменський державний діяч.